# 전원 교향곡 (영화)
전원 교향곡(La Symphonie Pastorale, Pastoral Symphony)은 프랑스에서 제작된 장 들라누와 감독의 1946년 영화이다. 앙드레 지드의 동명의 소설을 바탕으로 제작되었다. 피에르 블랑샤르 등이 주연으로 출연하였다.

## 줄거리
산골 마을의 목사는 어린 맹인 소녀 거트루드를 입양한다. 거트루드가 매력적인 젊은 여성으로 성장하자, 이제 중년이 된 목사는 자신이 그녀를 사랑하고 있다는 것을 깨닫는다. 그에게는 안타깝게도, 입양한 아들 자크 또한 거트루드를 사랑하고 있었는데, 그는 곧 다른 여성과 결혼할 예정이었다.
자크의 약혼녀는 거트루드를 질투하여 그녀가 치료받고 자크가 두 여성 사이에서 동등하게 선택할 수 있도록 의사를 만나게 주선한다.
기적적으로 거트루드의 시력이 회복되고 그녀는 변한 여성으로 마을로 돌아온다. 자크의 사랑을 받아들이지 못하고 목사의 애정에 실망한 그녀는 이전의 행복이 영원히 사라졌다는 것을 깨닫는다.

## 출연

### 주연
- 피에르 블랑샤르
- 미셸 모르강

### 조연
- 장 드사이

## 제작진
- 프로듀서: 루이스 위프
- 미술: 르네 르누